# Sender Großer Waldstein
Der Sender Großer Waldstein ist eine Sendeanlage auf dem  Großen Waldstein, der von der Deutschen Funkturm, einer Tochtergesellschaft der Deutsche Telekom AG,  betrieben wird.
Im Oktober 1960 erfolgte der erste Spatenstich für die Sendeanlage. Im Mai 1961 ging die von der damaligen Deutschen Bundespost errichtete Anlage, deren Hauptaufgabe die Ausstrahlung des ZDF-Programms in Nordostbayern war, in Betrieb. Als Antennenträger diente seinerzeit ein 47 Meter hoher Stahlrohrmast. Allerdings konnte mit diesem Mast nur das Gebiet um Hof versorgt werden, so dass man im Juni 1963 mit der Errichtung des noch heute vorhandenen, damals 133 Meter hohen, abgespannten Stahlfachwerkmastes begann. Dieser Mast, der über Plattformen für Richtfunkantennen in 30, 35 und 60 Meter Höhe verfügt, übernahm im Dezember 1963 die Ausstrahlung des ZDF-Fernsehprogramms. 
Damit konnten auch weite Teile des Südens der ehemaligen DDR erreicht werden. Die Reichweite erstreckte sich nun von Ostthüringen (Jena, Gera, Greiz) über den Süden des heutigen Sachsen-Anhalt (Raum Halle/Saale) bis nach Leipzig und weite Teile West- und Mittelsachsens (Plauen, Zwickau, Chemnitz). Das galt gleichermaßen für die UKW-Sendeanlage. Schon zwei Monate vorher, am 22. Oktober 1963 startete der einstige RIAS mit der Verbreitung seines zweiten Programms vom Großen Waldstein.
- Von 1980 bis 1994 wurde das UKW-Programm des RIAS 1 auf der Frequenz 89,3 MHz (mit 20 kW ERP) abgestrahlt, danach Deutschlandradio Kultur.
- Von 1964 bis 1992 wurde auf der Frequenz 91,2 MHz (mit 20 kW ERP) das Programm RIAS 2, danach der Deutschlandfunk abgestrahlt. Seit 1995 nutzt der Bayerische Rundfunk die Frequenz vom Senderstandort Ochsenkopf für das Programm Bayern 1 für die Oberpfalz.

Mit Beginn der Aussendung von DVB-T vom ARD-Senderstandort Ochsenkopf im November 2008 endete die analoge Ausstrahlung der Fernsehprogramme. Zeitnah wurde der GfK-Zylinder mit den TV-Antennen demontiert und damit beträgt seitdem die Masthöhe 100 Meter.

## Analoges Radio (UKW)
Beim Antennendiagramm sind im Falle gerichteter Strahlung die Hauptstrahlrichtungen in Grad angegeben.
| Frequenz (in MHz) | Programm               | RDS PS   | RDS PI | Regionalisierung | ERP (in kW) | Antennendiagramm rund (ND)/gerichtet (D) | Polarisation horizontal (H)/vertikal (V) |
| ----------------- | ---------------------- | -------- | ------ | ---------------- | ----------- | ---------------------------------------- | ---------------------------------------- |
| 88,0              | Radio Euroherz         | EUROHERZ | DA1A   | -                | 5           | D (350°–290°)                            | H                                        |
| 89,3              | Deutschlandfunk Kultur | Dlf_Kult | D220   | -                | 20          | D (160°–220°, 340°–40°)                  | H                                        |

## Fernsehen
Bis zur Umstellung auf DVB-T am Senderstandort Ochsenkopf wurden vom Großen Waldstein folgende Programme in analogem PAL gesendet:
| Kanal | Frequenz (in MHz) | Programm               | ERP (in kW) | Antennendiagramm rund (ND)/ gerichtet (D) | Polarisation horizontal (H)/ vertikal (V) |
| ----- | ----------------- | ---------------------- | ----------- | ----------------------------------------- | ----------------------------------------- |
| 23    | 487,25            | ZDF                    | 500         | D (240–50°)                               | H                                         |
| 57    | 759,25            | BR Fernsehen (Franken) | 500         | D (240–50°)                               | H                                         |